# Rakieem Salaam
Rakieem "Mookie" Mustafa Allah Salaam (ur. 5 kwietnia 1990 w Edmond) – amerykański lekkoatleta specjalizujący się w biegach sprinterskich.
W 2013 zdobył srebro w sztafecie 4 × 100 metrów podczas mistrzostw świata w Moskwie. Medalista mistrzostw NCAA.

## Osiągnięcia
| Rok  | Impreza            | Miejsce | Konkurencja             | Lokata     | Wynik |
| ---- | ------------------ | ------- | ----------------------- | ---------- | ----- |
| 2013 | Mistrzostwa świata | Moskwa  | sztafeta 4 × 100 metrów | 2. miejsce | 37,66 |

## Rekordy życiowe
- Bieg na 60 metrów (hala) – 6,54 (2011) – 7. rezultat na listach światowych w roku 2011[2].
- Bieg na 100 metrów – 9,97 (2011) / 9,86w (2013)
- Bieg na 200 metrów (stadion) – 20,05 (2011) – 7. rezultat na listach światowych w roku 2011[3].
- Bieg na 200 metrów (hala) – 20,39 (2011) – 1. rezultat na listach światowych w roku 2011[4].